# Niphoparmena fossulata
Niphoparmena fossulata là một loài bọ cánh cứng trong họ Cerambycidae.